# جزيرة ربا (حجة)

تعديل مصدري - تعديل

جزيرة ربا (نكل) هي إحدى جزر مديرية ميدي التابعة لمحافظة حجة.